# Constantin Aurel Papuc
Constantin Aurel Papuc (n. 8 februarie 1951) este un deputat român în legislatura 1996-2000, ales în județul Buzău pe listele partidului PD.

## Legături externe
- Constantin Aurel Papuc[nefuncțională – arhivă]
 la cdep.ro